# Gretsch-Unitas
Gretsch-Unitas GmbH eller GU-Gruppe er en tysk producent af beslag- og låsesystemer til vinduer og døre. De har over 50 fabrikker i 35 lande. De har hovedkvarter i Ditzingen, Baden-Württemberg. I 1907 blev virksomheden grundlagt af Viktor Gretsch i Feuerbach. I 2021 havde de 3.813 ansatte og en omsætning på 545 mio. euro.